# Liste de films français sortis dans les années 1980
Voici les films les plus notables du cinéma français sortis dans les années 1980. Certains peuvent déjà être considérés comme ayant marqué l'histoire du cinéma français.

## 1980
- L'Avare de Jean Girault, avec Louis de Funès, Claude Gensac, Franck David
- La Banquière de Francis Girod, avec Romy Schneider, Marie-France Pisier, Claude Brasseur
- La Boum  de Claude Pinoteau, avec Brigitte Fossey, Claude Brasseur, Sophie Marceau
- La Chanson du mal-aimé de Claude Weisz, avec Rufus, Philippe Avron
- Le Cheval d'orgueil de Claude Chabrol, avec Jacques Dufilho, François Cluzet
- Le Coup du parapluie de Gérard Oury, avec Pierre Richard, Valérie Mairesse, Christine Murillo
- Le Dernier Métro de François Truffaut, avec Catherine Deneuve, Gérard Depardieu, Heinz Bennent
- Est-ce bien raisonnable ? de Georges Lautner, avec Miou-Miou, Gérard Lanvin, Bernard Malaterre
- La Femme flic d'Yves Boisset, avec Miou-Miou, Jean-Pierre Kalfon, Jean-Marc Thibault
- Le Guignolo de Georges Lautner, avec Jean-Paul Belmondo, Georges Géret, Michel Galabru
- 'La Grotte aux loups de Bernard Toublanc-Michel, avec Claude Jade, Alain Claessens, Maurice Aufair
- Inspecteur la Bavure de Claude Zidi, avec Coluche, Gérard Depardieu, Dominique Lavanant
- Je vous aime de Claude Berri, avec Catherine Deneuve, Jean-Louis Trintignant, Gérard Depardieu
- Loulou de Maurice Pialat, avec Gérard Depardieu, Isabelle Huppert, Guy Marchand
- Mon oncle d'Amérique d'Alain Resnais, avec Gérard Depardieu, Nicole Garcia, Marie Dubois, Roger Pierre
- La Mort en direct de Bertrand Tavernier avec Romy Schneider, Harvey Keitel, Harry Dean Stanton
- Retour en force de Jean-Marie Poiré, avec Victor Lanoux, Bernadette Lafont, Pierre Mondy
- Sauve qui peut (la vie) de Jean-Luc Godard, avec Isabelle Huppert, Jacques Dutronc, Nathalie Baye
- Les Sous-doués de Claude Zidi, avec Daniel Auteuil, Maria Pacôme,
- La Terrasse d'Ettore Scola, avec Ugo Tognazzi, Jean-Louis Trintignant
- Un mauvais fils de Claude Sautet, avec Patrick Dewaere, Yves Robert, Brigitte Fossey
- Une semaine de vacances de Bertrand Tavernier, avec Nathalie Baye, Gérard Lanvin, Michel Galabru
- Le Voyage en douce de Michel Deville, avec Geraldine Chaplin, Dominique Sanda, Jacques Zabor

## 1981
- Les Ailes de la colombe de Benoît Jacquot, avec Dominique Sanda, Isabelle Huppert, Michele Placido
- Allons z'enfants de Yves Boisset, avec Lucas Belvaux, Jean Carmet, Jean-Pierre Aumont
- Le bahut va craquer de Michel Nerval, avec Michel Galabru, Claude Jade, Darry Cowl, Dany Carrel
- Beau-Père de Bertrand Blier, avec Patrick Dewaere, Ariel Besse, Maurice Ronet, Nathalie Baye
- La Chèvre de Francis Veber, avec Pierre Richard, Gérard Depardieu, Michel Robin
- Coup de torchon de Bertrand Tavernier, avec Philippe Noiret, Isabelle Huppert, J.P. Marielle, Stéphane Audran
- Dernier Été de Robert Guédiguian, avec Gérard Meylan, Ariane Ascaride, Djamal Bouanane
- Diva de Jean-Jacques Beineix, avec Frédéric Andréi, Richard Bohringer, Thuy Ann Luu, Jacques Fabbri
- Eaux profondes de Michel Deville, avec Isabelle Huppert, Jean-Louis Trintignant, Robin Renucci
- La Femme d'à côté  de François Truffaut avec Gérard Depardieu, Fanny Ardant, Michèle Baumgartner, Henri Garcin
- La Fille prodigue de Jacques Doillon, avec Jane Birkin, Michel Piccoli, Natasha Parry, René Féret
- Garde à vue de Claude Miller, avec Michel Serrault, Lino Ventura, Romy Schneider, Guy Marchand
- La Guerre du feu  de Jean-Jacques Annaud, avec Everett McGill, Rae Dawn Chong, Ron Perlman
- Les hommes préfèrent les grosses de Jean-Marie Poiré, avec Josiane Balasko, Luis Rego, Dominique Lavanant, Daniel Auteuil
- Hôtel des Amériques de André Téchiné, avec Catherine Deneuve, Patrick Dewaere, Sabine Haudepin, Étienne Chicot
- Le Jardinier de Jean-Pierre Sentier, avec Maurice Bénichou, Jean Bolo, François Dyrek, Alain Claessens
- Le Maître d'École de Claude Berri, avec Coluche, Josiane Balasko, Jacques Debary
- Malevil de Christian de Chalonge, avec Michel Serrault, Jacques Dutronc, Jean-Louis Trintignant
- La Passante du Sans-Souci de Jacques Rouffio, avec Romy Schneider, Michel Piccoli, Dominique Labourier, Gérard Klein
- Le Professionnel de Georges Lautner, avec Jean-Paul Belmondo, Robert Hossein, Jean Desailly, Cyrielle Clair, Pierre Vernier
- La Soupe aux choux de Jean Girault, avec Louis de Funès, Jean Carmet, Jacques Villeret, Christine Dejoux, Claude Gensac
- Téhéran 43 d'Alexandre Alov, avec I.Kostolevsky, N.Belokhvostikova, Alain Delon, Claude Jade, Curd Jürgens, Georges Géret
- Une étrange affaire de Pierre Granier-Deferre, avec Michel Piccoli, Gérard Lanvin, Nathalie Baye, Jean-Pierre Kalfon
- Viens chez moi, j'habite chez une copine de Patrice Leconte, avec Michel Blanc, Bernard Giraudeau, Thérèse Liotard, Anémone

## 1982
- L'As des as de Gérard Oury, avec Jean-Paul Belmondo, Marie-France Pisier, Rachid Ferrache, Frank Hoffmann
- La Balance de Bob Swaim, avec Nathalie Baye, Richard Berry, Philippe Léotard, Christophe Malavoy
- La Boum 2 de Claude Pinoteau, avec Sophie Marceau, Brigitte Fossey, Claude Brasseur, Pierre Cosso
- Le Choc de Robin Davis, avec Alain Delon, Catherine Deneuve, Philippe Léotard, Étienne Chicot
- L'Étoile du nord de Pierre Granier-Deferre, avec Philippe Noiret, Simone Signoret, Fanny Cottençon
- Les Fantômes du chapelier de Claude Chabrol, avec Michel Serrault, Charles Aznavour, François Cluzet
- Le Gendarme et les Gendarmettes de Jean Girault, avec Louis de Funès, Michel Galabru, Patrick Préjean, Claude Gensac
- L'honneur d'un capitaine de Schoendoerffer, avec Jacques Perrin, Nicole Garcia, Georges Wilson, Claude Jade
- Lise et Laura de Henri Helman, avec Claude Jade, Michel Auclair, Bernard Malaterre, Erik Colin
- Litan : La Cité des spectres verts de Jean-Pierre Mocky, avec Marie-José Nat, Jean-Pierre Mocky, Nino Ferrer
- Ma femme s'appelle reviens de Patrice Leconte, avec Michel Blanc, Anémone, Xavier Saint-Macary
- Mille milliards de dollars de Henri Verneuil, avec Patrick Dewaere, Caroline Cellier, Michel Auclair, Jeanne Moreau
- La Morte vivante de Jean Rollin, avec Marina Pierro, Françoise Blanchard, Mike Marshall, Carina Barone
- Passion de Jean-Luc Godard, avec Isabelle Huppert, Hanna Schygulla, Piccoli, Jerzy Radziwilowicz
- Le père Noël est une ordure de Jean-Marie Poiré, avec Anémone, Thierry Lhermitte, Marie-Anne Chazel, Gérard Jugnot
- La Petite Bande de Michel Deville, avec Robin Renucci, François Marthouret, Daniel Martin
- Plus beau que moi, tu meurs de Philippe Clair, avec Aldo Maccione, Philippe Clair, Raymond Pellegrin
- Le Retour de Martin Guerre de Daniel Vigne, avec Gérard Depardieu, Nathalie Baye, Bernard-Pierre Donnadieu
- Les Sous-doués en vacances de Claude Zidi, avec Daniel Auteuil, Guy Marchand, Grace de Capitani, Charlotte de Turckheim
- Tout feu, tout flamme de Jean-Paul Rappeneau, avec Yves Montand, Isabelle Adjani, Alain Souchon, Lauren Hutton
- Une chambre en ville de Jacques Demy, avec Richard Berry, Dominique Sanda, Fabienne Guyon, Michel Piccoli, Danielle Darrieux
- Y a-t-il un Français dans la salle ? de Jean-Pierre Mocky, avec Victor Lanoux, Jacques Dutronc, Jacqueline Maillan, Emmanuelle Riva
- La Passante du Sans-Souci de Jacques Rouffio, avec Romy Schneider, Michel Piccoli, Gérard Klein, Wendelin Werner

## 1983
- À nos amours de Maurice Pialat; avec Sandrine Bonnaire, Évelyne Ker, Dominique Besnehard, Cyril Collard
- L'Argent de Robert Bresson, avec Christian Patey, Vincent Resterucci, Caroline Lang
- Attention, une femme peut en cacher une autre ! de Georges Lautner, avec Miou-Miou, Roger Hanin, Eddy Mitchell, Rachid Ferrache
- Balles perdues de Jean-Louis Comolli, avec Andréa Ferréol, Maria Schneider, Serge Valletti, Capucine
- Banzaï de Claude Zidi, avec Coluche, Valérie Mairesse, Didier Kaminka, Marthe Villalonga, Éva Darlan,
- Carmen de Francesco Rosi, avec Julia Migenes-Johnson, Plácido Domingo, Ruggero Raimondi
- Circulez y'a rien à voir de Patrice Leconte, avec Michel Blanc, Jane Birkin, Jacques Villeret, Michel Robbe
- Les Compères de Francis Veber, avec Gérard Depardieu, Pierre Richard, Anny Duperey, Stéphane Bierry
- En haut des marches de Paul Vecchiali, avec Danielle Darrieux, Hélène Surgère, Françoise Lebrun, Nicolas Silberg, Micheline Presle
- L'Été meurtrier de Jean Becker, avec Isabelle Adjani, Alain Souchon, Suzanne Flon, Jenny Clève, Jean Gaven
- La Femme de mon pote de Bertrand Blier, avec Coluche, Isabelle Huppert, Thierry Lhermitte, François Perrot
- Garçon ! de Claude Sautet, avec Yves Montand, Nicole Garcia, Jacques Villeret, Dominique Laffin, Rosy Varte, Marie Dubois
- L'Homme blessé de Patrice Chéreau, avec Jean-Hugues Anglade, Vittorio Mezzogiorno, Roland Bertin, Lisa Kreuzer
- Itinéraire bis de Christian Drillaud, avec Georges Wilson, Rufus, André Marcon, Martine Kalayan
- J'ai épousé une ombre de Robin Davis, avec Nathalie Baye, Francis Huster, Richard Bohringer, Madeleine Robinson
- La Lune dans le caniveau de Jean-Jacques Beineix, avec Gérard Depardieu, Nastassja Kinski, Victoria Abril, Vittorio Mezzogiorno
- Le Marginal de Jacques Deray, avec Jean-Paul Belmondo, Henry Silva, Pierre Vernier, Maurice Barrier, Carlos Sotto Mayor
- Mortelle randonnée de Claude Miller, avec Michel Serrault, Isabelle Adjani, Guy Marchand, Stéphane Audran, Macha Méril
- Papy fait de la résistance de Jean-Marie Poiré, avec Christian Clavier, Michel Galabru, Roland Giraud, Gérard Jugnot
- Pauline à la plage de Éric Rohmer, avec Amanda Langlet, Pascal Greggory, Arielle Dombasle, Féodor Atkine
- Prénom Carmen de Jean-Luc Godard, avec Maruschka Detmers, Jacques Bonnaffé, Myriem Roussel, Hippolyte Girardot
- Tchao Pantin de Claude Berri, avec Coluche, Richard Anconina, Agnès Soral, Philippe Léotard, Mahmoud Zemmouri
- La vie est un roman d'Alain Resnais, avec Pierre Arditi, Vittorio Gassman, Sabine Azéma, Geraldine Chaplin, Fanny Ardant
- Vivement dimanche ! de François Truffaut, avec Fanny Ardant, Jean-Louis Trintignant, Philippe Laudenbach, Philippe Morier-Genoud
- Signes extérieurs de richesse de Jacques Monnet, avec Claude Brasseur, Josiane Balasko, Jean-Pierre Marielle, Charlotte de Turckheim

## 1984
- À mort l'arbitre de Jean-Pierre Mocky, avec Michel Serrault, Eddy Mitchell, Carole Laure, Laurent Malet
- J'ai rencontré le Père Noël de Christian Gion, avec Émeric Chapuis, Alexia Haudot, Armand Meffre, Karen Cheryl
- L'Amour à mort d'Alain Resnais, avec Sabine Azéma, Pierre Arditi, Fanny Ardant, André Dussollier
- Le Bon Plaisir de Francis Girod, avec Catherine Deneuve, Michel Serrault, Jean-Louis Trintignant, Michel Auclair
- Le Cowboy de Georges Lautner, avec Aldo Maccione, Renée Saint-Cyr, Valérie Allain, Corinne Touzet
- Un dimanche à la campagne de Bertrand Tavernier, avec Louis Ducreux, Michel Aumont, Sabine Azéma, Geneviève Mnich
- Fort Saganne de Alain Corneau, avec Gérard Depardieu, Philippe Noiret, Catherine Deneuve, Sophie Marceau
- Joyeuses Pâques de Georges Lautner, avec Jean-Paul Belmondo, Sophie Marceau, Marie Laforêt
- Les Morfalous de Henri Verneuil, avec Jean-Paul Belmondo, Michel Constantin, Michel Creton, Marie Laforêt
- Notre histoire de Bertrand Blier, avec Alain Delon, Nathalie Baye, Michel Galabru, Geneviève Fontanel
- Les Nuits de la pleine lune de Éric Rohmer, avec Pascale Ogier, Tchéky Karyo, Fabrice Luchini, Virginie Thévenet
- Une petite fille dans les tournesols de Bernard Férié, avec Claude Jade, Bernard Rousselet, Bruno Pradal
- La Pirate de Jacques Doillon, avec Jane Birkin, Maruschka Detmers, Philippe Léotard, Andrew Birkin, Laure Marsac
- Les Ripoux de Claude Zidi, avec Philippe Noiret, Thierry Lhermitte, Régine, Grace de Capitani, Jacques Frantz
- Le Sang des autres de Claude Chabrol, avec Jodie Foster, Michael Ontkean, Lambert Wilson, Sam Neill
- La Triche de Yannick Bellon, avec Victor Lanoux, Xavier Deluc, Anny Duperey, Gérard Hérold, Michel Galabru
- La Vengeance du serpent à plumes de Gérard Oury, avec Coluche, Maruschka Detmers, François Dunoyer, Farid Chopel

## 1985
- La Cage aux folles 3 de Georges Lautner, avec Michel Serrault, Ugo Tognazzi, Antonella Interlenghi
- Détective de Jean-Luc Godard, avec Nathalie Baye, Claude Brasseur, Jean-Pierre Léaud
- L'Effrontée de Claude Miller, avec Charlotte Gainsbourg, Bernadette Lafont, Jean-Claude Brialy
- Escalier C de Jean-Charles Tacchella, avec Robin Renucci, Jean-Pierre Bacri, Jacques Bonnaffé
- Hors-la-loi de Robin Davis, avec Wadeck Stanczak, Clovis Cornillac, Isabelle Pasco
- Je vous salue, Marie de Jean-Luc Godard, avec Myriem Roussel, Thiery Rode, Juliette Binoche
- Ki lo sa ? de Robert Guédiguian, avec Ariane Ascaride, Pierre Banderet, Jean-Pierre Darroussin
- Le Pactole de Jean-Pierre Mocky, avec Richard Bohringer, Patrick Sébastien, Bernadette Lafont
- Marche à l'ombre de Michel Blanc, avec Gérard Lanvin, Michel Blanc, Sophie Duez
- Parking de Jacques Demy, avec Francis Huster, Laurent Malet, Keiko Ito, Gérard Klein
- Péril en la demeure de Michel Deville, avec Christophe Malavoy, Nicole Garcia, Anémone, Michel Piccoli
- Poulet au vinaigre de Claude Chabrol, avec Jean Poiret, Lucas Belvaux, Stéphane Audran, Michel Bouquet, Pauline Lafont
- PROFS de Patrick Schulmann, avec Patrick Bruel, Fabrice Luchini, Laurent Gamelon, Christophe Bourseiller
- Rendez-vous de André Téchiné, avec Lambert Wilson, Wadeck Stanczak, Juliette Binoche
- Les Rois du gag de Claude Zidi, avec Michel Serrault, Thierry Lhermitte, Gérard Jugnot, Macha Méril
- Rouge Midi de Robert Guédiguian, avec Gérard Meylan, Ariane Ascaride, Jacques Boudet
- Sans toit ni loi d'Agnès Varda, avec Sandrine Bonnaire, Macha Méril, Stéphane Freiss, Yolande Moreau
- Scout toujours... de Gérard Jugnot, avec Gérard Jugnot, Jean-Claude Leguay, Jean-Yves Chatelais, Éric Prat
- Les Spécialistes de Patrice Leconte, avec Bernard Giraudeau, Gérard Lanvin, Christiane Jean
- Subway de Luc Besson, avec Isabelle Adjani, Christophe Lambert, Richard Bohringer, Michel Galabru
- La Tentation d'Isabelle de Jacques Doillon, avec Ann-Gisel Glass, Jacques Bonnaffé, Fanny Bastien
- Trois hommes et un couffin de Coline Serreau, avec André Dussollier, Roland Giraud, Michel Boujenah
- La Vie de famille de Jacques Doillon, avec Sami Frey, Mara Goyet, Juliet Berto, Juliette Binoche

## 1986
- 37°2 le matin de Jean-Jacques Beineix, avec Jean-Hugues Anglade, Béatrice Dalle, Gérard Darmon
- Autour de minuit de Bertrand Tavernier, avec Dexter Gordon, François Cluzet, Christine Pascal
- Corps et Biens de Benoît Jacquot, avec Dominique Sanda, Lambert Wilson, Jean-Pierre Léaud, Danielle Darrieux
- Les Fugitifs de Francis Veber, avec Pierre Richard, Gérard Depardieu, Anaïs Bret, Jean Carmet
- Grandeur et décadence d'un petit commerce de cinéma de Jean-Luc Godard, avec Jean-Pierre Mocky, Jean-Pierre Léaud, Marie Valera
- Inspecteur Lavardin de Claude Chabrol, avec Jean Poiret, Jean-Claude Brialy, Bernadette Lafont, Jean-Luc Bideau
- Jean de Florette de Claude Berri, avec Yves Montand, Gérard Depardieu, Daniel Auteuil, Élisabeth Depardieu
- Le Lieu du crime de André Téchiné, avec Catherine Deneuve, Wadeck Stanczak, Victor Lanoux, Danielle Darrieux
- La Machine à découdre de Jean-Pierre Mocky, avec Jean-Pierre Mocky, Patricia Barzyk, Peter Semler, Françoise Michaud
- Maine Océan de Jacques Rozier, avec Bernard Ménez, Yves Afonso, Luis Rego, Lydia Feld, Pedro Armendáriz Jr.
- Manon des sources de Claude Berri, avec Yves Montand, Daniel Auteuil, Emmanuelle Béart, Hippolyte Girardot
- Mauvais sang de Leos Carax, avec Denis Lavant, Michel Piccoli, Juliette Binoche, Hans Meyer
- Mélo d'Alain Resnais, avec Sabine Azéma, Pierre Arditi, Fanny Ardant, André Dussollier
- Les mois d'avril sont meurtriers de Laurent Heynemann, avec Jean-Pierre Marielle, Jean-Pierre Bisson, François Berléand
- Le Nom de la rose de Jean-Jacques Annaud, avec Sean Connery, Christian Slater, Helmut Qualtinger, Michael Lonsdale
- Le Paltoquet de Michel Deville, avec Michel Piccoli, Fanny Ardant, Daniel Auteuil, Jeanne Moreau, Jean Yanne
- Pirates de Roman Polanski, avec Walter Matthau, Cris Campion, Charlotte Lewis, Damien Thomas
- La Puritaine de Jacques Doillon, avec Michel Piccoli, Sabine Azéma, Sandrine Bonnaire, Laurent Malet
- Le Rayon vert d'Éric Rohmer, avec Marie Rivière, Vincent Gauthier, Rosette, Béatrice Romand
- Tenue de soirée de Bertrand Blier, avec Gérard Depardieu, Michel Blanc, Miou-Miou, Michel Creton
- Twist again à Moscou de Jean-Marie Poiré, avec Philippe Noiret, Christian Clavier, Agnès Soral, Marina Vlady
- La Vie dissolue de Gérard Floque de Georges Lautner, avec Roland Giraud, Clémentine Célarié, Jacqueline Maillan, Marie-Anne Chazel

## 1987
- Agent trouble de Jean-Pierre Mocky, avec Catherine Deneuve, Tom Novembre, Dominique Lavanant, Richard Bohringer
- L'Amoureuse de Jacques Doillon, avec Marianne Denicourt, Aurelle Doazan, Catherine Bidaut, Agnès Jaoui
- Association de malfaiteurs de Claude Zidi, avec François Cluzet, Christophe Malavoy, Claire Nebout, Véronique Genest
- Au revoir les enfants de Louis Malle, avec Gaspard Manesse, Raphaël Fejtö, Philippe Morier-Genoud, Francine Racette
- Comédie ! de Jacques Doillon, avec Jane Birkin, Alain Souchon
- Le Cri du hibou de Claude Chabrol, avec Christophe Malavoy, Mathilda May, Jacques Penot, Virginie Thévenet
- Cross de Philippe Setbon, avec Michel Sardou, Patrick Bauchau, Roland Giraud, Marie-Anne Chazel
- Le Grand Chemin de Jean-Loup Hubert, avec Anémone, Richard Bohringer, Antoine Hubert, Vanessa Guedj
- L'Homme qui n'était pas là de René Féret, avec René Féret, Claude Jade, Georges Descrières, Jacques Dufilho
- Hôtel de France de Patrice Chéreau, avec Laurent Grévill, Valeria Bruni Tedeschi, Vincent Pérez, Thibault de Montalembert
- Les Innocents de André Téchiné, avec Sandrine Bonnaire, Simon de La Brosse, Abdel Kechiche, Jean-Claude Brialy
- Le Jupon rouge de Geneviève Lefebvre, avec Marie-Christine Barrault, Alida Valli, Guillemette Grobon, Gilles Segal
- King Lear de Jean-Luc Godard, avec Peter Sellars, Burgess Meredith, Molly Ringwald, Jean-Luc Godard
- Lévy et Goliath de Gérard Oury, avec Richard Anconina, Michel Boujenah, Souad Amidou, Jean-Claude Brialy
- La Maison assassinée de Georges Lautner, avec Patrick Bruel, Anne Brochet, Agnès Blanchot, Ingrid Held
- Masques de Claude Chabrol, avec Philippe Noiret, Robin Renucci, Anne Brochet, Monique Chaumette
- Le Miraculé de Jean-Pierre Mocky, avec Michel Serrault, Jean Poiret, Jeanne Moreau, Sylvie Joly, Sophie Moyse
- La Passion Béatrice de Bertrand Tavernier, avec Bernard-Pierre Donnadieu, Julie Delpy, Nils Tavernier, Jean-Claude Adelin
- Quatre aventures de Reinette et Mirabelle de Éric Rohmer, avec Joëlle Miquel, Jessica Forde, Philippe Laudenbach, Fabrice Luchini
- Soigne ta droite de Jean-Luc Godard, avec Jane Birkin, Dominique Lavanant, Pauline Lafont, Éva Darlan
- Sous le soleil de Satan de Maurice Pialat, avec Gérard Depardieu, Sandrine Bonnaire, Yann Dedet, Maurice Pialat
- Tandem de Patrice Leconte, avec Gérard Jugnot, Jean Rochefort, Sylvie Granotier, Julie Jézéquel
- Terminus de Pierre-William Glenn, avec Johnny Hallyday, Karen Allen, Jürgen Prochnow, Julie Glenn

## 1988
- 36 Fillette de Catherine Breillat, avec Delphine Zentout, Étienne Chicot, Jean-Pierre Léaud
- Adieu, je t'aime de Claude Bernard-Aubert, avec Marie-Christine Barrault, Bruno Pradal, Bruno Cremer
- Chocolat de Claire Denis, avec François Cluzet, Giulia Boschi, Isaac de Bankolé
- Drôle d'endroit pour une rencontre de François Dupeyron, avec Catherine Deneuve, Gérard Depardieu, Nathalie Cardone
- Frantic de Roman Polanski, avec Harrison Ford, Betty Buckley, Emmanuelle Seigner
- Le Grand Bleu de Luc Besson, avec Jean-Marc Barr, Rosanna Arquette, Jean Reno
- L'Invité surprise de Georges Lautner, avec Victor Lanoux, Éric Blanc, Jean Carmet
- La Lectrice de Michel Deville, avec Miou-Miou, Régis Royer, Maria Casarès
- Les Mendiants de Benoît Jacquot, avec Dominique Sanda, Jean-Philippe Écoffey, Anne Roussel
- L'Ours de Jean-Jacques Annaud, avec Tchéky Karyo, Jack Wallace, André Wilms
- Quelques jours avec moi de Claude Sautet, avec Sandrine Bonnaire, Daniel Auteuil, Jean-Pierre Marielle, Danielle Darrieux
- Les Saisons du plaisir de Jean-Pierre Mocky, avec Charles Vanel, Denise Grey, Jean-Pierre Bacri, Fanny Cottençon
- La Table tournante de Paul Grimault et Jacques Demy, avec les voix de Paul Grimault, Anouk Aimée, Mathieu Demy
- Trois places pour le 26 de Jacques Demy, avec Yves Montand, Mathilda May, Françoise Fabian, Patrick Fierry
- Une affaire de femmes de Claude Chabrol, avec Isabelle Huppert, François Cluzet, Nils Tavernier, Marie Trintignant
- Une nuit à l'Assemblée nationale de Jean-Pierre Mocky, avec Michel Blanc, Jean Poiret, Jacqueline Maillan, Darry Cowl
- La vie est un long fleuve tranquille de Étienne Chatiliez, avec Benoît Magimel, Hélène Vincent, André Wilms, Valérie Lalande

## 1989
- À deux minutes près de Éric Le Hung, avec Charlotte de Turckheim, Jacques Weber, François-Éric Gendron, Ginette Garcin
- Les Baisers de secours de Philippe Garrel, avec Louis Garrel, Brigitte Sy, Philippe Garrel, Anémone, Maurice Garrel
- Deux de Claude Zidi, avec Gérard Depardieu, Maruschka Detmers, Beata Tyszkiewicz, Philippe Leroy
- Divine Enfant de Jean-Pierre Mocky, avec Jean-Pierre Mocky, Laura Martel, Sophie Moyse, Louise Boisvert
- La Fille de 15 ans de Jacques Doillon, avec Judith Godrèche, Melvil Poupaud, Jacques Doillon
- I Want to Go Home d'Alain Resnais, avec Adolph Green, Ludivine Sagnier, Laura Benson, Gérard Depardieu
- Mes meilleurs copains de Jean-Marie Poiré, avec Gérard Lanvin, Christian Clavier, Jean-Pierre Bacri, Philippe Khorsand
- Monsieur Hire de Patrice Leconte, avec Michel Blanc, Sandrine Bonnaire, Luc Thuillier, André Wilms
- Pentimento de Tonie Marshall , avec Antoine de Caunes, Patricia Dinev, Laurence Cesar, Magali Noël
- La Petite Voleuse de Claude Miller, avec Charlotte Gainsbourg, Didier Bezace, Simon de La Brosse, Clotilde de Bayser
- Ripoux contre ripoux de Claude Zidi, avec Philippe Noiret, Thierry Lhermitte, Guy Marchand, Jean-Pierre Castaldi
- Trop belle pour toi de Bertrand Blier, avec Gérard Depardieu, Josiane Balasko, Carole Bouquet, Myriam Boyer
- Un monde sans pitié de Éric Rochant, avec Hippolyte Girardot, Mireille Perrier, Yvan Attal, Jean-Marie Rollin
- Vanille Fraise de Gérard Oury, avec Pierre Arditi, Sabine Azéma, Isaac de Bankolé, Venantino Venantini
- La Vie et rien d'autre de Bertrand Tavernier, avec Philippe Noiret, Sabine Azéma, Michel Duchaussoy, Pascale Vignal
- La Révolution française de Robert Enrico et Richard T. Heffron, avec Klaus Maria Brandauer, Andrzej Seweryn, François Cluzet
- Je suis le seigneur du château de Régis Wargnier avec Jean Rochefort, Dominique Blanc, Régis Arpin et David Behar